# Solar (album)
Pour les articles homonymes, voir Solar.
Albums de Taeyang
Hot
(2008) RISE
(2014)
Singles
1. Where U At
Sortie : 14 octobre 2009
2. Wedding Dress
Sortie : 16 novembre 2009
3. I Need A Girl
Sortie : 29 juin 2010
4. I'll Be There
Sortie : 23 août 2010

Solar est le premier album studio du chanteur sud-coréen Taeyang, sorti le 1er juillet 2010 par YG Entertainment. Taeyang a fait beaucoup d'efforts en améliorant ses compétences vocales ainsi que son activité de compositeur où il a co-écrit les quatre chansons de l'album (Solar, Where U At, Wedding Dress et Take It Slow) et a écrire les paroles de la chanson Take It Slow. 
C'est le premier album international de Taeyang et est la première version de la musique de k-pop à être vendue dans le monde sur iTunes à la fois comme un album audio et vidéo. La version audio (avec un livret numérique) est sortie dans les magasins iTunes le 19 août 2010, tandis que la version vidéo (fourni avec un bonus) est arrivée le 10 septembre 2010. 
L'album audio combine à la fois l'anglais et le coréen de ses hits précédents, y compris I'll Be There, Connection (feat. BIGTONE), Wedding Dress et I Need a Girl (feat. G-Dragon). Le 26 août 2010, l'album atteint la cinquième place sur iTunes R&B-Soul Albums Chart aux États-Unis et au Japon et la troisième place au Canada. 

## Liste des pistes
| No  | Titre                                                     | Auteur                            | Producteur(s)       | Durée |
| --- | --------------------------------------------------------- | --------------------------------- | ------------------- | ----- |
| 1.  | Intro                                                     | Choice37                          | Choice37, Taeyang   | 1:01  |
| 2.  | Superstar                                                 | Teddy Park                        |                     | 3:11  |
| 3.  | I Need a Girl (featuring G-Dragon)                        | Jeon Goon, Choi Gap-Won, G-Dragon | Jeon Goon           | 3:40  |
| 4.  | Just a Feeling                                            | Teddy Park                        | Teddy Park, Taeyang | 3:36  |
| 5.  | You're My                                                 | Jeon Goon, Choi Gap-Won           | Jeon Goon           | 2:48  |
| 6.  | Move ((featuring Teddy Park))                             | Kush                              | Kush, Teddy Park    | 4:03  |
| 7.  | Break Down                                                |                                   | Teddy               | 4:02  |
| 8.  | After You Fall Asleep (featuring Swings) (니가 잠든 후에) | G-Dragon, Swings                  | G-Dragon, Choice37  | 3:46  |
| 9.  | Where U At                                                | Teddy Park                        | Teddy Park, Taeyang | 3:48  |
| 10. | Wedding Dress                                             | Teddy Park                        | Teddy Park, Taeyang | 4:01  |
| 11. | Take it Slow                                              | Taeyang                           | Taeyang, cat@lyst   | 4:08  |

## Singles
- Le premier single est la chanson Where U At en featuring avec le rappeur Teddy Park, sorti le 14 octobre 2009. Le clip montre Taeyang danser avec les danseurs Lyle Beniga et Shaun Evaristo dans une ruelle. Dans la fin du clip, on voit Taeyang se promener dans une ruelle et tourner la tête vers une fille portant un voile de mariée, préquelle du single Wedding Dress.
- Le second single est la chanson Wedding Dress, sorti le 16 novembre 2009, un mois après la sortie de Where U At. Dans le clip, on aperçoit l'acteur Ryu Sang-wook et le mannequin Baek Seung-hee.
- Le troisième single est la chanson I Need A Girl en featuring avec le rappeur G-Dragon, sorti le 1er juillet 2010. Il a classé n°1 dans le classement musical Gaon Chart. Le clip est publié le même jour que sa sortie. Il a été tourné avec la chanteuse Dara du groupe 2NE1 et comprend les apparitions de G-Dragon.
- Le quatrième single est la chanson I'll Be There sorti le 2 août 2010 sur les radios. Il a été classé n°1 sur Gaon Chart. Le clip a son propre thème gothique que dans la version anglaise. L'actrice Park Eun-bin fait son apparition dans le clip, basé sur un thème du vampirisme rappelant la saga américaine Twilight. Le rôle de l'actrice semble être la version coréenne de Bella Swan[3].

## Historique des sorties
| Pays         | Date             | Format                                                  | Label                                   |
| ------------ | ---------------- | ------------------------------------------------------- | --------------------------------------- |
| Corée du Sud | 1er juillet 2010 | Téléchargement digital, CD                              | YG Entertainment CJ E&M Music and Live) |
| Monde        | 1er juillet 2010 | Téléchargement digital                                  | YG Entertainment CJ E&M Music and Live) |
| Monde        | 19 août 2010     | Téléchargement digital, CD (International edition)      | YG Entertainment CJ E&M Music and Live) |
| Taïwan       | 13 décembre 2013 | Téléchargement digital, CD+DVD (Taiwan Special edition) | Warner Music Taiwan                     |

## Classement et ventes
| Classement / Pays                         | Meilleur position |
| ----------------------------------------- | ----------------- |
| Allemagne - iTunes R&B-Soul Albums Chart  | 2                 |
| Canada - iTunes R&B-Soul Albums Chart     | 2                 |
| États-Unis - iTunes R&B-Soul Albums Chart | 16                |
| Japon - iTunes R&B-Soul Albums Chart      | 8                 |
| Gaon Weekly album chart                   | 1                 |
| Gaon Monthly album chart                  | 1                 |
| Gaon Yearly album chart                   | 70                |

| Chanson               | Position dans les charts   | Téléchargements |
| Chanson               | Drapeau de la Corée du Sud | Téléchargements |
| Chanson               | Gaon Chart                 | Téléchargements |
| --------------------- | -------------------------- | --------------- |
| I Need A Girl         | 1                          | 2 110 274       |
| Wedding Dress         | 1                          | 2 020 000       |
| I'll Be There         | 1                          | 1 144 411       |
| Where u At            | 3                          | 1 054 074       |
| Superstar             | 4                          | 824 127         |
| Just a Feeling        | 6                          | 664 542         |
| You're My             | 7                          | 450 103         |
| Break Down            | 10                         | 410 155         |
| Move                  | 11                         | 311 220         |
| Take İt Slow          | 13                         | 221 344         |
| After You Fall Asleep | 17                         | 170 520         |
| İntro                 | 24                         | 76 263          |

| Classement                   | Montant |
| ---------------------------- | --- |
| Ventes de l'album selon Gaon | - 50 000 + (Solar) - 26 979 + (Solar Deluxe Edition) - 30 000 + (Solar International) - 105 000 + (Vente totale en Corée) - 16 000 + (Japon) - 11 000 + (Taïwan) |